# St. Salvator (Naabsiegenhofen)

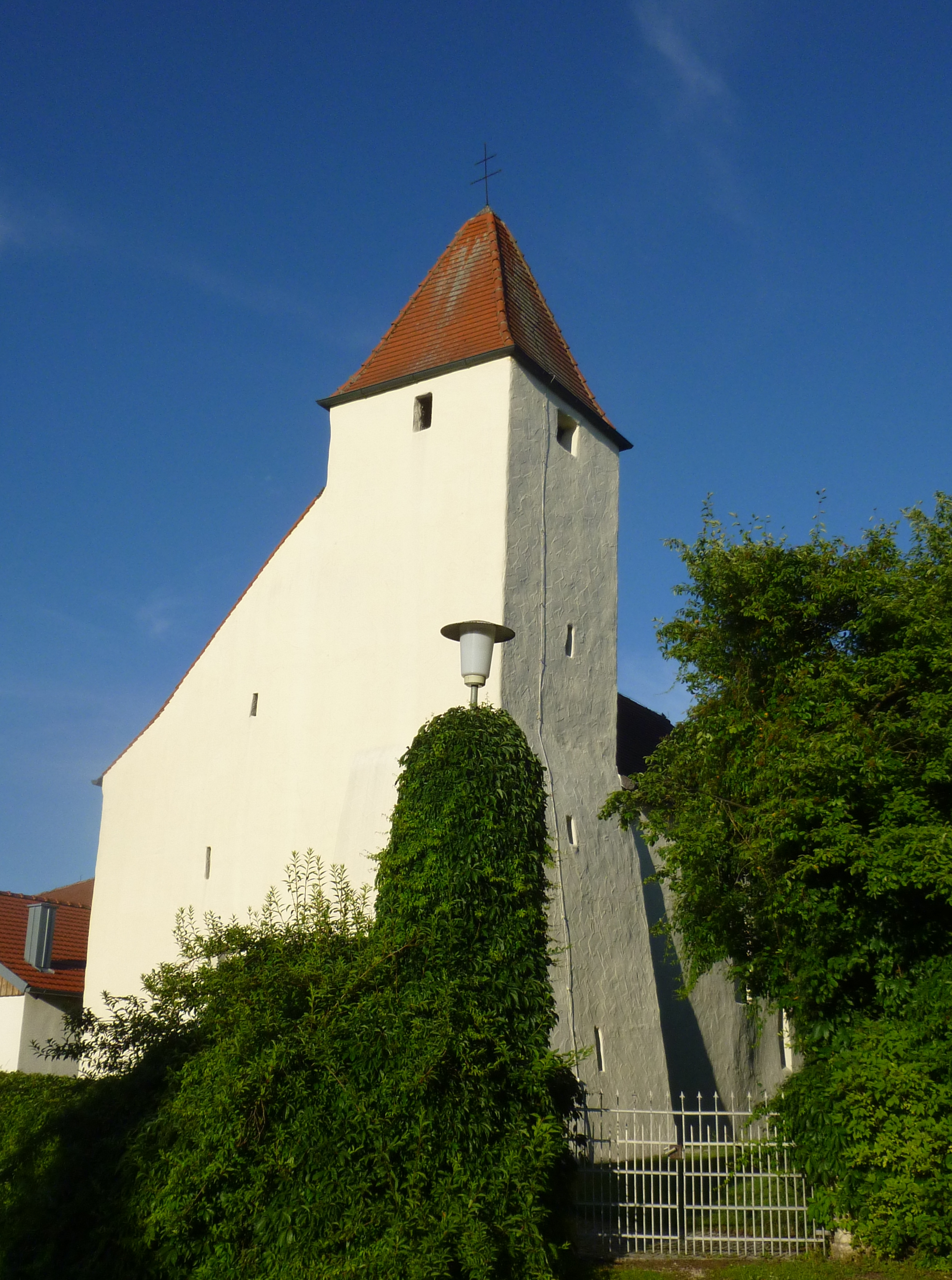
St. Salvator (Naabsiegenhofen)

Die römisch-katholische, denkmalgeschützte Filialkirche St. Salvator steht in Naabsiegenhofen, einem Gemeindeteil der Großen Kreisstadt Schwandorf im Landkreis Schwandorf der Oberpfalz. Die Kirche gehört zum Bistum Regensburg. Das Bauwerk ist unter der Denkmalnummer D-3-76-161-55 als Baudenkmal in die Bayerische Denkmalliste eingetragen.

## Beschreibung
Die im Kern romanische Saalkirche aus verputzten Bruchsteinen besteht aus einem Langhaus, einem gotischen, rechteckigen Chor im Osten unter einem gemeinsamen steilen Satteldach, und einem gedrungenen Kirchturm mit einer Stütze an der Südwestecke des Langhauses, der mit einem Pyramidendach bedeckt ist. Zur Kirchenausstattung gehört ein Altar aus dem 1. Viertel des 18. Jahrhunderts, der von Säulen flankiert wird. Auf dem um 1500 entstandenen Altarretabel ist Maria dargestellt.